# Плескач (танець)
Плеска́ч — український сценічний танець,  поставлений П. Вірським на матеріалі одного фольклорного руху «плескач». Одним з основних елементів танцю є ритмічне плескання в долоні. Музичний розмір 2/4.
«Плескач» — танець-гра дівчат-підлітків, які не помічають навколо себе нікого і нічого.
Танець увійшов до золотого фонду національного хореографічного мистецтва.

## Мультимедіа
- Хорея Козацька — танець «Плескач» Відео